# Ben More, Stirling
Ben More är ett berg i Storbritannien.   Det ligger i kommunen Stirling och riksdelen Skottland, i den nordvästra delen av landet, 600 km nordväst om huvudstaden London. Toppen på Ben More är 1 174 meter över havet.
Terrängen runt Ben More är huvudsakligen kuperad.Runt Ben More är det mycket glesbefolkat, med 4 invånare per kvadratkilometer. Närmaste större samhälle är Killin, 16,4 km nordost om Ben More. I omgivningarna runt Ben More växer i huvudsak blandskog.